# Катальпа Красуня
Катальпа Красуня — ботанічна пам'ятка природи місцевого значення, розташована на вулиці Вадима Гетьмана, 2 у Солом'янському районі м. Києва. Заповідана у листопаді 2009 року.

## Опис

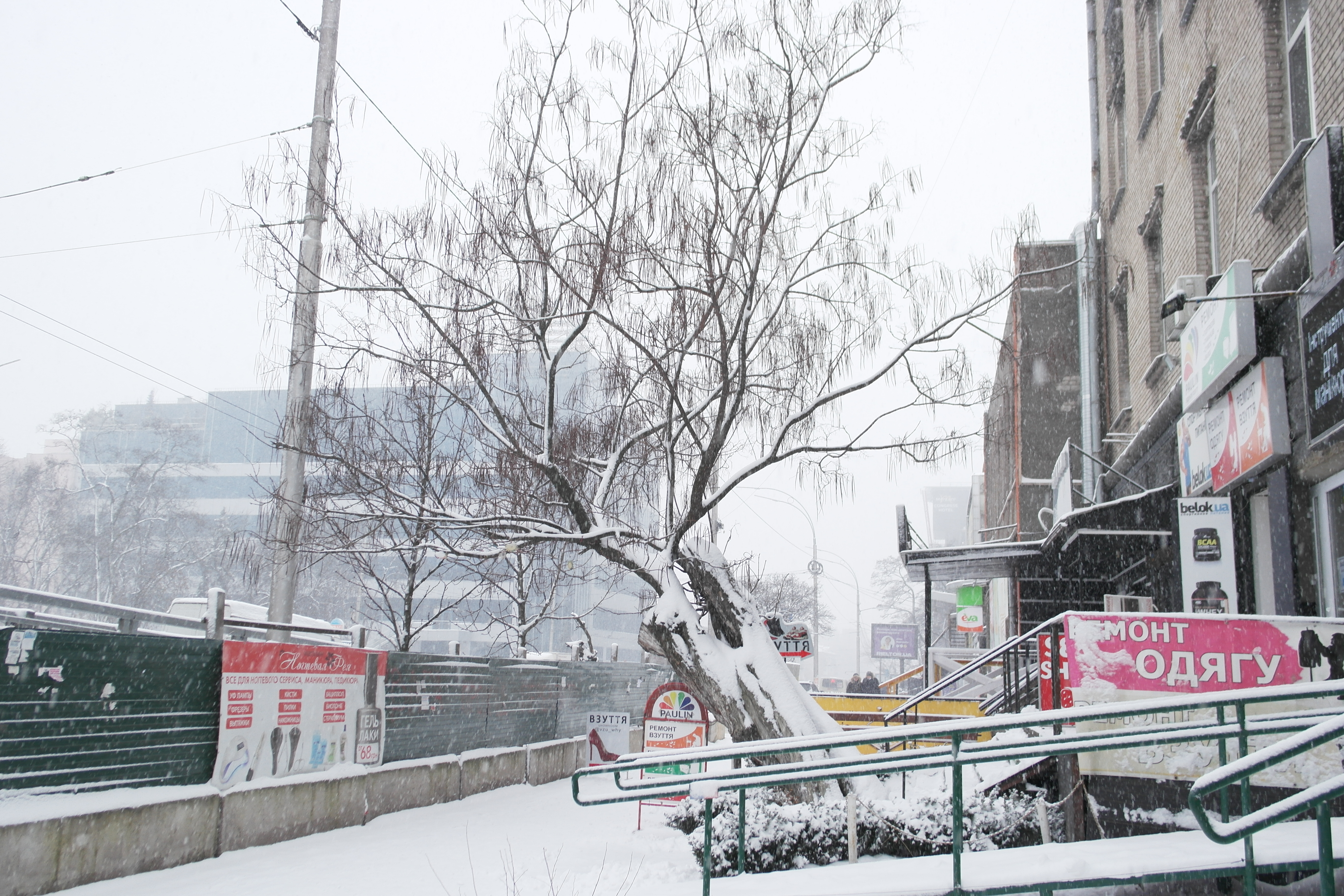
Катальпа Красуня, Місто Київ

Ботанічна пам'ятка природи місцевого значення, оголошена Рішенням Київської міської ради від 27.05.2021 № 1253/1294.

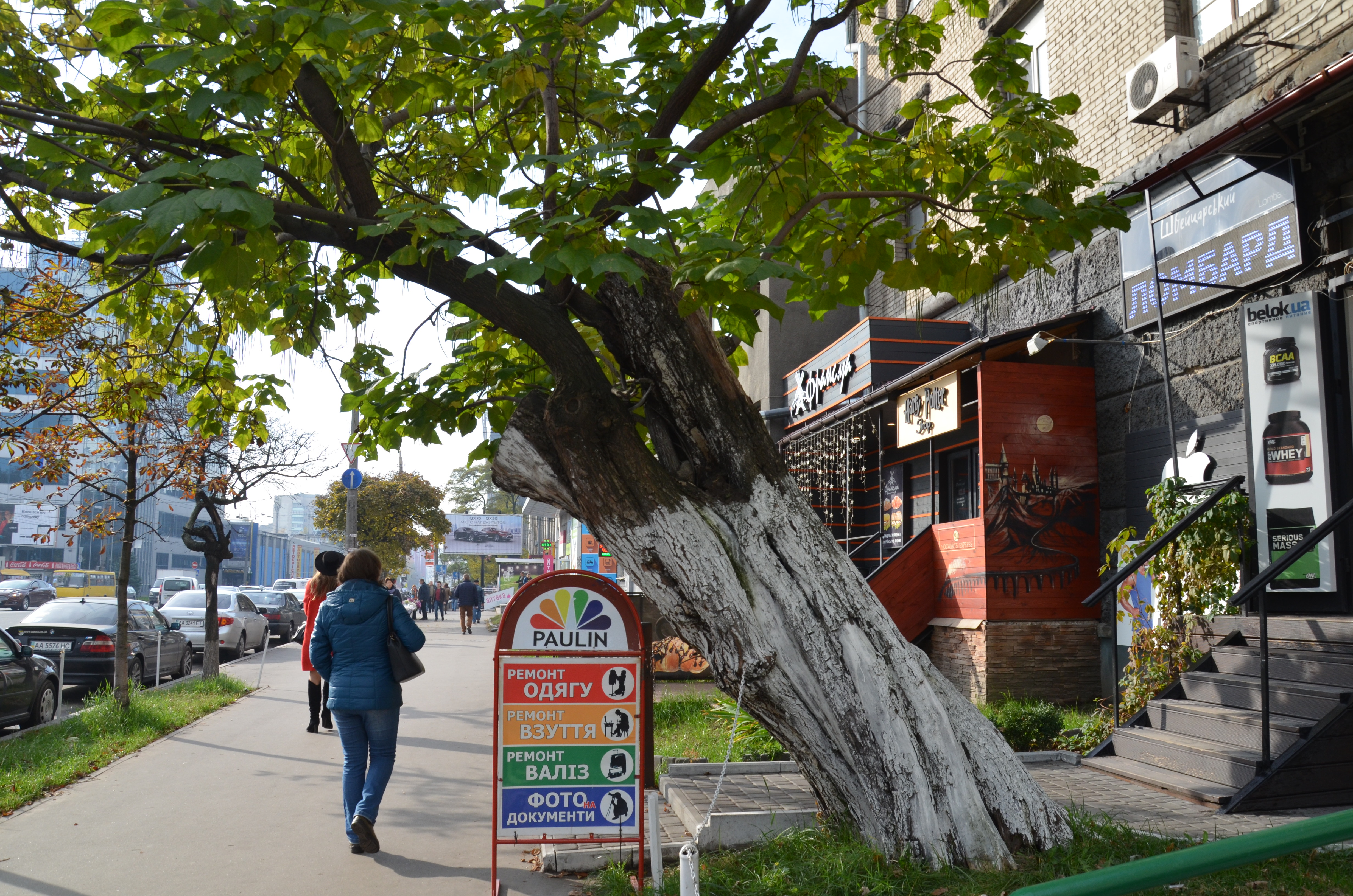
Катальпа Красуня, Місто Київ

Росте на вулиці Вадима Гетьмана, 2. Являє собою дерево катальпи бігонієвидної віком понад 100 років. Висота дерева бл. 10 м, обхват на висоті 1,3 м — 2,7 м.